# 伊利诺伊州分离公投

自2020年起，伊利诺伊州一些县陆续举行公投，意在与库克县分开
库克县
2020年举行公投的县
2021年举行公投的县
2022年举行公投的县 （麦迪逊县（虚线标出）在2022年有两个乡镇举行公投，2024年则由全县举行公投。）
2024年举行公投的县

自2020年起，伊利诺伊州一些县陆续就库克县（尤其是芝加哥市）与该州其他地区分离举行公投。设想包括将芝加哥及周边部分地区单列为新州、让这些地区脱离伊州自组新州，或脱离伊州并并入邻州。举行公投的多为人口稀少的农村县，主要集中在州东南部。支持者认为，库克县在州政治中的主导地位使这些地区被忽视。此类公投不具法律约束力，州界分割实现的可能性极低，因此有时也被用来提高对其他政治议题的关注或作为政治宣示。
当代伊利诺伊州政治由人口占全州四成的库克县主导，城乡分野明显。偏向民主党的库克县居民在诸多议题上与更倾向共和党的农村居民看法不同。州内长期存在地域文化差异，尤以芝加哥与州内其他地区（俗称“下州”）之间最为突出。
伊利诺伊州“分家”提议由来已久，如今这一系列“分离公投”起因可追溯到2010年那场胶着的州长选举。其中获胜者帕特·奎因虽在全州得票领先，却只赢下四个县。随后，有议员向州众议院提交将芝加哥与伊州其他地区分离的议案，但未获推进。2018年，“新伊利诺伊”组织成立，主张分离。2019年，州众议院再次提出分离议案，仍未进入表决程序。
首次县级公投于2020年3月在州初选同时举行，当时有三个县参与。同年11月州选举期间，又有20个县跟进。2021年有一县单独举行公投；2022年州选举中，又有两县以及另外一个县的两个乡镇举行公投。2024年州选举时，该县与另外六县一并举行公投。

## 背景
伊利诺伊州人口高度集中在包括芝加哥市在内的库克县。该县占全州四成人口，对州政治影响巨大。大芝加哥都会区聚集了全州75%人口，贡献的经济份额亦然。而全州包括库克县在内共有102个县。
南伊利诺伊与芝加哥在历史与文化上长期存在差异。南部最早有人定居，但后来被芝加哥赶超。芝加哥形成了独特身份认同，与五大湖地区和新英格兰关系密切，而南伊利诺伊则与上南方文化相连。历史上多次有人提议让伊州分裂，或并入邻州，或另建新州，但均未成功。20世纪初，芝加哥以外地区（俗称“下州”）的议员在1910年和1920年人口普查后拒绝按宪法要求重新划分选区，以避免政治权力被不断扩大的芝加哥夺走。1964年美国最高法院雷诺兹诉西姆斯案裁定后，州立法选区人口必须大致相等。
当代伊利诺伊州同样存在明显的城乡政治分野，城市居民多投票支持民主党，农村居民则多倾向共和党。再加上城市人口高度集中在一个县，使下州农村地区普遍觉得州政治只代表库克县的立场。分歧涉及州预算、移民、最低工资、枪支法律以及应对新冠疫情等问题。2015至2017年间，这种对立甚至导致州预算僵持两年未决。分离派认为州内立法是为芝加哥量身定做，损及其他地区。不少人还认为资源分配向芝加哥倾斜，尽管下州实际获得的财政拨款往往多于其所缴税额。这类矛盾与美国其他地区的城乡分歧颇为相似。
自南北战争期间西弗吉尼亚因特殊情况自弗吉尼亚分出后，美国再无州被分裂。分离派认为，1819年缅因州脱离马萨诸塞的投票可作借鉴。但在当今，这类举动的合法性因1907年“亨特诉匹兹堡市案”等先例而存疑，尤其是在未获相关州同意的情况下。一些分离派声称，如果绝大多数县通过公投，将迫使州议会与之谈判。成立新州还需国会同意。分离还面临让所有县达成一致的难题，其中库克县周边的五个外环县（杜佩奇、凯恩、莱克、麦克亨利、威尔）大概率不愿与芝加哥分离。
2010年伊利诺伊州长选举中，帕特·奎因仅在四个县得票过半，但因其中包括库克县，仍赢得全州多数选票。此后，州众议员比尔·米切尔向众议院提交议案，主张将库克县与州其他地区分离。该案于2013年1月被无限期搁置。2020年一项民调显示，大约半数共和党受访者支持芝加哥与下州分离，民主党人几乎一致反对。
在伊利诺伊州，举行不具法律约束力的“分离公投”呼吁讨论分裂已成为表达脱离芝加哥意愿的常见手段。这类公投可由县议会列入选票，也可通过公民请愿发起。南伊利诺伊大学保罗·西蒙公共政策研究所的约翰·杰克逊指出，此类公投更多是象征性的不满宣示，而非可行的现实方案。一些分离派认为，即便无法真正促成州分裂，将不满量化本身也是一种成果。也有人借此推动关注经济多元化等议题。
2018年，“新伊利诺伊”这一非营利组织成立，主张下州脱离芝加哥。
2019年，来自谢尔比县的共和党议员布拉德·哈尔布鲁克提出分裂州的决议，称希望建立一个更像邻州印第安纳的州。决议主张将芝加哥列为第51个州，并获得8名共和党议员联署。该案未获州众议院议长支持，未进入表决程序。共和党州参议员达芙妮·乔丹则提出立法，要求研究潜在分裂对经济的影响。

## 2020年选举
莫尔特里县是否应与除库克县外的伊利诺伊州其他101个县协商，探讨组建新州，并依照美国宪法规定申请作为第51个州加入联邦的可能性？——2020年莫尔特里县的选票问题
2020年3月，埃芬汉县、费耶特县和杰斐逊县在政党初选同时举行并通过分离公投。2020年11月伊利诺伊州选举期间，又有20个县举行并通过分离公投。这20个县是：
- 邦德县
- 克里斯蒂安县
- 克拉克县
- 克莱县
- 克劳福德县
- 坎伯兰县
- 爱德华兹县
- 汉考克县
- 贾斯珀县
- 约翰逊县
- 劳伦斯县
- 马里昂县
- 马萨克县
- 莫尔特里县
- 波普县
- 里奇兰县
- 谢尔比县
- 沃巴什县
- 韦恩县
- 怀特县

埃德加县和哈丁县虽批准了公投议案，但因书记员出错未能举行。埃德加县于2021年4月举行并通过公投。

## 2022年选举
布朗县议会是否应与库克县以外的伊利诺伊州其他县议会联系，探讨脱离库克县组建新州，并在民众同意的前提下申请加入联邦的可能性？——2022年布朗县的选票问题
2022年伊利诺伊州选举期间，布朗县（以1,444票赞成、441票反对通过）、哈丁县及麦迪逊县东北部（利夫镇区和新道格拉斯镇区，合计285票中有213票赞成）举行分离公投。
2023年5月，州长J·B·普里茨克表态反对分离公投。10月，州总检察长夸梅拉乌尔发表声明称，伊利诺伊州宪法不允许县份脱离，任何分离公投在法律上均无约束力。该声明寄送至泽西县官员处，此前该县议员埃里克·艾弗斯曾提出加入密苏里的想法。

## 2024年选举
县议会是否应与库克县以外的伊利诺伊州其他县议会联系，探讨脱离库克县组建新州，并在民众同意的前提下申请加入联邦的可能性？——2024年举行公投的七个县所用的标准选票问题
2024年伊利诺伊州选举期间，七个县举行并通过分离公投，分别是卡尔霍恩县、克林顿县、格林县、易洛魁县、泽西县、麦迪逊县和佩里县。结果最接近的是麦迪逊县，赞成率56.5%。其中六县位于州西南部，部分属于环密苏里州圣路易斯的“大都会东区”。麦迪逊县是首个通过分离公投的郊区县，人口远高于此前举行并通过公投的其他县。此外，据报道至少有48个县设立了研究分离的委员会。
共和党众议员、分离派支持者查尔斯·迈尔提出决议，主张修改伊利诺伊州宪法，将州参议院席位按县分配其中每位参议员代表3个县，人口达100万的单一县另设一名参议员，而非按现行方式依人口分配。迈尔认为分离难以实现，此案是替代方案。
2025年1月，邻州印第安纳的多名议员（包括州众议院议长托德·休斯顿）正式提议吞并伊利诺伊州已投票赞成脱离的33个县。在所提第1008号众议院法案中，将设立“印—伊边界调整委员会”讨论此事，该委员会需伊州通过类似立法方可成立。伊州州长普里茨克已表态反对。1月28日，布拉德·哈尔布鲁克向伊州众议院提交第1500号法案，拟由伊州方面设立该委员会。印州众议院于2月20日通过相关法案，并送交州参议院审议。